# Мидас-1
Мидас-1 (англ. Midas 1, Missile Defense Alarm System) — американский спутник раннего предупреждения о ракетных запусках.

## Конструкция
Аппарат был неотделяемым от второй ступени «Аджена». Питание аппаратуры от химических аккумуляторов. Для обнаружения теплового излучения стартующих ракет имелись инфракрасные датчики. Дополнительно при помощи бортового оборудования планировалось измерить космическую радиацию, плотность воздуха в верхних слоях атмосферы и регистрировать микрометеориты.

## Запуск
Запуск Мидаса-1 окончился неудачей. Вторая ступень ракеты-носителя не отделилась. Аппарат не смог достичь планируемой полярной орбиты и совершил суборбитальный полёт с высотой 4 500 км.